# SV Grohn
Der SV Grohn ist ein Sportverein aus dem Bremer Stadtteil Vegesack. Die erste Fußballmannschaft spielt als BV Grohn zwei Jahre in der damals erstklassigen Gauliga Weser-Ems.

## Geschichte
Der Verein wurde im Jahre 1911 als Germania Grohn gegründet und schloss sich 1922 dem im gleichen Jahr gegründeten BV Grohn an. Dieser wurde 1945 aufgelöst und durch die Sportgemeinschaft Grohn ersetzt, in die auch der TV 1883 Grohn und der 1933 verbotene Arbeiter-Turn- und Kampfsportverein Frisch-Auf 1904 Grohn einflossen. Aus der SG Grohn wurde 1947 der TSV 1883 Grohn, ehe sich die Fußballabteilung 1956 als SV Grohn abspaltete. Im Jahre 1976 schloss sich der SV Hellas Grohn dem Verein an.
Als BV Grohn schaffte die Mannschaft im Jahre 1943 den Aufstieg in die Gauliga Weser-Ems, Gruppe Bremen. Unter dem Namen TSV Grohn qualifizierte man sich 1948 für die damals zweitklassige Landesliga. Zu dieser Zeit wurde die Mannschaft als die „Schwarzen Husaren“ bekannt, die 1950 mit dem vierten Rang die beste Platzierung der Vereinsgeschichte erreichten. Im Jahre 1956 spalteten sich die Fußballer als SV Grohn ab, da sich die Abteilungsleitung mit dem Gesamtvorstand in finanziellen Dingen nicht einigen konnte. Ein Jahr später gewannen die Grohner durch einen 5:2-Sieg über den Geestemünder SC den Bremer Pokal. Zwei Abstiege in Folge brachten den SVG 1965 in die Bezirksliga.
In den folgenden Jahren pendelte die Mannschaft zwischen Verbands- und Bezirksliga. Zwei Aufstiege in Folge brachen den SVG 1988 zurück ins Bremer Oberhaus, aus der die Mannschaft sofort wieder absteigen musste. Von 1990 bis 1992 sowie von 1994 bis 1997 spielte der SVG erneut in der Verbandsliga und rutschte 1998 erneut in die Bezirksliga ab. Im Jahre 2009 kehrte der Verein unter Trainer und damaligen Präsidenten Juan Antonio Schrader nochmal für ein Jahr in die mittlerweile Bremen-Liga genannte höchste Spielklasse zurück und tritt seitdem in der Landesliga Bremen an. Im Frühjahr 2013 gelang der erneute Aufstieg in die Bremen-Liga, aus welcher man 2017 in die Landesliga abstieg.